# Десант на Теплому озері
Десант на Теплому озері (Лане-Мехікоормська десантна операція) здійснювався 16 — 18 серпня 1944 року бригадою радянських військових кораблів в часі Тартуської операції.

## Передуючі фронтові обставини біля Чудського озера
Починаючи червнем 1944 року радянські війська вели наступальні бої в Балтійському регіоні проти нацистських сил групи армій «Північ». З огляду на запеклий спротив планувалося здійснення Білоруської операції та рівночасно наступ на території Балтійських країн зі сходу. Задля підтримки наступу, що готувався, штаби бригади бойових кораблів на Чудському озері (керував капітан 2-го рангу Олександр Аржавкін), Балтійського флоту та Ленінградського фронту — яким власне бригада оперативно підпорядковувалася — готують проведення десантної операції у північній частині Чудського озера, в напрямку Нарви, з рубежа річки Піуза.

## Планування операції та підготовка до неї
На початку серпня 1944 року Чудська військова флотилія несподівано передається у оперативне ведення Третього Прибалтійського фронту (керував генерал Іван Масленников); фронт тим часом готував операцію з ціллю зайняття міста Тарту в Естонії; у зв'язку з цим місце десантування переноситься в район Теплого озера. Це пояснювалося тим, що у нацистських сил в Білорусі сталася катастрофічна ситуація через радянський наступ, наявні частини спішно перекидалися туди, і 18-та армія, що тримала оборону біля Теплого озера, була хронічно недоукомплектованою.
Для проведення десантної операції радянське військове керівництво розгортає на Чудському озері 25-ту окрему бригаду кораблів, котра була посилена групою різнотипних катерів. До початку операції в складі Чудської флотилії знаходилося 21 тендер, 12 артилерійських катерів, 8 патрульних та мінних катерів.
Німецьке керівництво в районі Теплого озера на початку липня 1944 року мало в підпорядкуванні 4-ю флотилію канонерських човнів, котра по чисельності перевищувала радянську бригаду. Для виключення загрози бригаді майбутнього десанту зі сторони противника, командування Балтійського флоту виділяє 9-ту авіаційну штурмову дивізію — 154 штурмовики та винищувачі; також з допоміжними завданнями підключалася 11-та авіаційна винищувальна дивізія.
Протягом липня — серпня 1944 року флотська авіація неперервно здійснює неперервні повітряні удари по головному місцю базування 4-ї німецької фотилії — містечку Муствее, а потім й по інших пристанях та озерних портах на зайнятому нацистами березі Чудського озера. Загалом авіацією було здійснено 1436 бойових вильотів, в ході яких переважна частка 4-ї флотилії до початку серпня була потоплена — 6 канонерських човнів, 4 сторожові катери, понад 20 невеликих кораблів та катерів (в інших джерелах — 16 самохідних десантних барж, 15 катерів, 8 барж, 1 буксир та 1 пароплав) та отримали ушкоджень, у тому числі 2 канонерські човни та 2 сторожові катери; таким чином загроза з боку німецьких кораблів зводилася до малих величин.
Остаточним планом було висадити 25-ю окремою бригадою кораблів та приданим дивізіоном тендерів у співдії з двома дивізіями 14-ї повітряної армії десант двома хвилями біля Лане та Мехікоорма та однією хвилею на острів Пійсаарі.

## Перебіг операції
12 серпня командуючий Третім Прибалтійським фронтом для висадки десанту своїм наказом створює десантну групу, котрою командував замісник командира фронту генерал Олексій Гречкін — 128-ма (полковник Е. І. Долгов) та 191-ша стрілецька дивізії (генерал І. Н. Бураковський), 2 артилерійські та 1 зенітний полк, 159-й окремий моторизований понтонно-мостовий батальйон та 5-й полк важких понтонів.
14 серпня загін бойових кораблів Балтійського флоту передислокований з місця постійного перебування у Гдові в Раскопель, до 15 серпня зосереджується на річці Желча (село Кола).
Уночі з 15 на 16 серпня починається десантна операція, висадка здійснювалася трьома хвилями поблизу Лана та Мехікоорма на естонському, західному березі озера Тепле — протоки між Чудським та Псковським озерами. До 5-ї години ранку перша хвиля десанту — частини 191-ї стрілецької дивізії — приховано висаджена на західному березі та за підтримки артилерії зі східного берега й артилерійського вогню кораблів займає плацдарм, котрий сягав по фронту 10 кілометрів та вглиб до 6 км, напружений бій вівся в селі Йиенера; німецькі берегові частини не змогли надати значний спротив просуванню десанту, через втрату несподіваності радянський десант на острів Пійсаарі відміняється. Нацистське військове керівництво вирішує задіяти авіацію, з 10-ї ранку літаки Люфтваффе групами по 18-25 авіаодиниць здійснюють безперервні удари по радянських кораблях. При підході до західного берега Теплого озера під авіаційні удари потрапляють кораблі, що перевозили другу хвилю десанту — частини 546-го стрілецького полку 191-ї дивізії. Важких втрат зазнала й третя хвиля десанту, авіаційні удари здійснювалися також по місцях зосередження радянських військ та точках посадки на кораблі зі східного боку озера, того дня було потоплено до 70 % із задіяних плавзасобів.
17 серпня продовжуються авіаційні удари по радянських кораблях, протягом 2 днів було потоплено 7 поромів, 4 тендери, 4 різнотипні катери, 1 артилерійський катер, 1 мінометний та 1 сторожовий катер; 11 тендерів були виведені з ладу, загинуло багато бійців зі складу десанту. Незважаючи на перевагу у силах в районі висадження, радянські повітряні сили не змогли забезпечити прикриття; з 4-х винищувальних авіаційних полків флоту один 16 серпня здійснив 8 вильотів, другий — 16, ще два — менше чим по 10 кожен. 17 серпня флотська авіація стала працювати напруженіше, того дня було винищувачами Ла-5 збито 5 нацистських бомбардувальників, однак десантні кораблі знову зазнали повітряних ударів.
Командуючий флотом Володимир Трибуц для поповнення втрат наказує терміново підготувати до відправлення у Гдов з Балтійського моря 20 тендерів та 6 артилерійських катерів. Вцілілі кораблі Чудської флотилії працювали з великим навантаженням, безперервно знаходячись в рейсах — до 20 на добу; до перевезень були застосовані всі наявні місцеві плавзасоби, аж до понтонів на буксирі та саморобних плотів.
Німецьке керівництво не змоголо повністю використати успіх Люфтваффе, радянські частини на плацдармі в постійних атаках зламали спротив німецьких підрозділів на опорних пунктах та рухалися назустріч головним силам 67-ї армії, наступаючи з півдня вздовж узбережжя озера. Увечері 17 серпня сили десантної групи зустрілися з правофланговою 86-ю стрілецькою дивізією 67-ї армії, котра рухалася в північному напрямі, та спільно продовжили наступ на Тарту. Завдяки сприятливому розвитку операції друга хвиля десанту — 128-ма стрілецька дивізія — у бій не вводилася, дивізія була задіяна на іншому напрямі.
18 серпня під час закріплення на плацдармі флотська авіація збила 2 німецькі літаки, ще 1 був збитий бронекатером.

## Вислідки бойової операції
Незважаючи на втрати у плавальних засобах, до 18 серпня через Тепле озеро були переправлені частини двох стрілецьких дивізій. Загалом до 18 серпня Чудська флотилія та додаткові плавзасоби перевезли на другий берег озера близько 7000 бійців, понад 300 тон набоїв і інших вантажів, 170 гармат та мінометів; 159-й окремий моторизований понтонно-мостовий батальйон здійснив перевезення понад 1000 бійців, 65 гармат та мінометів, 34 тони вантажів.
Успіх десантної операції сприяв просуванню частин 67-ї армії до міста Тарту.